# Canlaon
Canlaon is een stad in de Filipijnse provincie Negros Oriental. Bij de laatste census in 2007 had de stad ruim 50 duizend inwoners.

## Geografie

### Bestuurlijke indeling
Canlaon is onderverdeeld in de volgende 12 barangays:
| - Bayog - Binalbagan - Bucalan - Linothangan - Lumapao - Malaiba | - Masulog - Panubigan - Mabigo - Pula - Budlasan - Ninoy Aquino |

## Demografie
Canlaon had bij de census van 2007 een inwoneraantal van 50.208 mensen. Dit zijn 3.660 mensen (7,9%) meer dan bij de vorige census van 2000. De gemiddelde jaarlijkse groei komt daarmee uit op 1,05%, hetgeen lager is dan het landelijk jaarlijks gemiddelde over deze periode (2,04%). Vergeleken met de census van 1995 is het aantal mensen met 8.874 (21,5%) toegenomen.
De bevolkingsdichtheid van Canlaon was ten tijde van de laatste census, met 50.208 inwoners op 170,93 km², 293,7 mensen per km².
Amlan · Ayungon · Bacong · Bais · Basay · Bayawan · Bindoy · Canlaon · Dauin · Dumaguete · Guihulngan · Jimalalud · La Libertad · Mabinay · Manjuyod · Pamplona · San Jose · Santa Catalina · Siaton · Sibulan · Tanjay · Tayasan · Valencia · Vallehermoso · Zamboanguita